# Éphrem d'Antioche
Pour les articles homonymes, voir Éphrem.
Éphrem d'Antioche ou Éphrem d'Amid († 545), originaire d'Amid, est patriarche d'Antioche d'avril/mai 527 à 545, tenant de l'orthodoxie néo-chalcédonienne ; il est l'un des meneurs de ce parti sous Justinien. 

## Biographie
Il fut d'abord haut fonctionnaire sous les règnes des empereurs Anastase et Justin Ier : préfet de la ville de Constantinople, puis comte des largesses sacrées (ministre des Finances), enfin comte de l'Orient (Comes Orientis). Le Pseudo-Zacharie le Rhéteur le considère comme un fonctionnaire adroit et exempt de corruption. C'est à titre de comte de l'Orient qu'il fut chargé des opérations de déblaiement et de reconstruction d'Antioche après le grand tremblement de terre qui détruisit complètement la ville le 25 mai 526, et au cours duquel le patriarche Euphrasius trouva la mort[réf. nécessaire]. Il passa ensuite du statut de fonctionnaire civil à celui de prélat, ce qui n'était pas rare dans l'Empire d'Orient à l'époque : un an environ après la catastrophe, il devint le nouveau patriarche. Éphrem conserva dans ses fonctions ecclésiastiques les méthodes brutales d'un administrateur romain, ne reculant pas devant la torture et les exécutions. 
Ses relations avec les monophysites prirent rapidement un tour violent : en 531, il fut attaqué dans son palais par une foule, et il y répondit par une répression sanglante. Il lança à partir de 536 une persécution massive contre eux dans toute la Syrie. Dès 535, il avait cherché à s'allier sur ce terrain au pape Agapet Ier et lui avait envoyé Serge de Reshaina. En 538, il tint à Antioche un synode qui condamna solennellement Sévère d'Antioche. Selon Michel le Syrien, il aurait déposé trente-quatre évêques et déporté un millier de moines.[réf. nécessaire] Il fit montre de la même hostilité à l'égard de l'origénisme, contre lequel il réunit un synode en 542.
Il fut un écrivain abondant, auteur notamment d'un traité en trois livres contre Sévère d'Antioche, de commentaires de la Bible, de sermons et de lettres. De tout cela, il ne reste que des fragments, cités notamment par Anastase le Sinaïte et Photius.
C'est un saint de l'Église catholique et de l'Église orthodoxe, fêté le 7 mars,.

## Sources et références
- CPG 6902-6916.

1. ↑  Venance Grumel, Traité d'études byzantines, « La Chronologie I. », Presses universitaires de France, Paris, 1958, p. 447.
2. ↑  « [La répression] est reprise en Syrie à l'initiative du patriarche d'Antioche Éphrem. Il effectue une longue tournée en Mésopotamie à la tête d'une troupe de soldats, qui le mène à Chalcis, Bérée, Hiérapolis, Batnae (célèbre pour ses foires [actuelle Suruç]), Édesse, Sura, Callinicum sur l'Euphrate, puis Théodosioupolis [actuelle Ras al-Ayn] et finalement Constantina [actuelle Viranşehir] et Amida. Il chasse les moines de leurs couvents en plein hiver, fait emprisonner ceux qu'il ne peut convaincre de se rallier. Jean de Tella, qui a participé aux conversations de 532 [négociations entre l'Église officielle et les monophysites] et a joué un rôle actif dans la mise en place d'une hiérarchie monophysite en Mésopotamie, est jeté en prison, où il meurt. Dans certains cas, Éphrem aurait dressé des bûchers pour brûler les irréductibles » (Georges Tate, Justinien : l'épopée de l'Empire d'Orient, Fayard, 2004, p. 416). On peut souligner que c'est l'un des tout premiers exemples d'utilisation de bûchers pour la répression des hérétiques dans l'Église chrétienne.
3. ↑  Nominis : Saint Éphrem
4. ↑  Forum orthodoxe.com : saints pour le 7 mars du calendrier ecclésiastique